# Stazione di Tripoli Riccardo
La stazione di Tripoli Riccardo era la seconda stazione ferroviaria della città di Tripoli, capitale della Libia, ai tempi del colonialismo italiano.
Posta sulla linea per Tagiura a 2 km di distanza dalla stazione centrale, aveva la sua ragion d'essere nel fatto di servire meglio le zone centrali della città, trovandosi a poca distanza dal Palazzo del Governatore e dalla Cattedrale.
La stazione era punto di fermata dei treni per Tagiura, e capolinea dei treni diretti a Zuara e Vertice 31.